# سييرا مادري الغربية
سييرا مادري الغربية (بالإسبانية: Sierra Madre Occidental)‏ هي سلسلة جبال في أمريكا الشمالية، تمتد من الشمال الغربي إلى الجنوب الشرقي عبر شمال وغرب المكسيك، وعلى طول خليج كاليفورنيا. سييرا مادري هي جزء من سلسلة جبال غرب أمريكا.

## التسمية
الاسم الإسباني سييرا مادري يعني «سلسلة الجبال الأم» باللغة الإنجليزية، والغرب يعني «الغربية»، وبالتالي فهي «سلسلة الجبال الأم الغربية». تمتد سلسلة جبال سييرا مادري الشرقية أو «جبال الأم الشرقية» بشكل عام بالتوازي مع سييرا مادري الغربية على طول شرق المكسيك وخليج المكسيك.
يمتد النطاق من شمال سونورا، وهي ولاية بالقرب من المكسيك والولايات المتحدة.إلى الحدود في ولاية أريزونا، جنوب شرقًا إلى الحزام البركاني عبر المكسيك وسلسلة جبال سييرا مادري ديل سور. والهضبة المرتفعة التي يتكون منها النطاق تقطعها وديان الأنهار العميقة.
وقد تسبب هذا الارتفاع في تغيرات في أنماط الطقس. أدت زيادة هطول الأمطار التي تحدث في الجبال إلى توفير مناطق يمكن أن تتشكل فيها النظم البيئية في مناطق أكثر رطوبة من الأراضي المحيطة. يشكل مصدر المياه هذا التي تزود المناطق القاحلة بالمياه التي تجعل من الممكن ري وزراعة المحاصيل. النظم البيئية الرطبة هي جزر للتنوع البيولوجي، غابات البلوط هي الحياة النباتية السائدة، وتمتد إلى صحاري الأراضي المنخفضة.
وفرت هذه الغابة والوديان مكانًا لمجموعة متنوعة من السكان الأصليين للعيش، حتى جاء المستوطنون الإسبان بالمنطقة لتأسيس مدن لمناجم الفضة في المنطقة. الصناعات الرئيسية في المنطقة الآن هي الزراعة وقطع الأشجار، والتي أصبحت مثيرة للجدل بسبب تدهور الأراضي ومعارضة السكان الأصليين لهذه الممارسات.

## أنظر أيضاً
- سلسلة جبال الأم الشرقية
- سلسلة جبال الأم الجنوبية